# Gudröd Björnsson
Gudröd Björnsson (Guðröðr Bjarnarson), död omkring 968, var en norsk fylkeskung i Vestfold. Han var son till Björn köpman och sonson till Harald hårfagre.
I den maktkamp som uppstod när den åldrande Harald hårfagre gradvis drog sig tillbaka och överlät allt mer av rikets skötsel på sina söner blev Björn köpman mördad av sin halvbror Erik blodyx. Gudröd Björnsson, som då ännu var ett barn, togs om hand av sin farbror Olav Haraldsson, kung i Vingulmark (ungefär nuvarande Östfold). Olav gjorde emellertid snart uppror mot Erik blodyx, men föll i kampen, varefter Gudröd tillsammans med Olavs jämnårige son Tryggve måste fly till Upplanden.
Sedan Håkon den gode hade återkommit till Norge och fördrivit Erik blodyx fick Gudröd kungatitel och återfick sin faders rike som län. Men efter Håkons fall i slaget på Fitjar, 961, blev Eriks son Harald gråfäll kung, vilket försvagade Gudröds ställning. Harald var notoriskt misstänksam mot alla lydkungar som tidigare hade stött hans motståndare. Enligt Snorre Sturlasson beseglades Gudröds öde sedan han berusad råkat hamna i en så kallad mannjafnaðr (”jämförelse mellan män”) – en slags ordstrid som omtalas som ett stort nöje, i synnerhet vid dryckeslag. Någon hävdade att Harald gråfäll var den främste av hårfagres ättlingar i allt. Gudröd, som också han var sonson till Harald hårfagre, blev sur och menade sig vara jämngod med ”gråfällen”. Han sade sig också vara beredd att pröva det. ”Båda greps genast av häftig vrede, så att de utmanade varandra till kamp och grep till sina vapen. Men de som var förståndiga och mindre druckna hejdade dem och gick emellan.”
Kort efter detta fyllesnack befann sig Gudröd på gästning vid nuvarande Tønsberg. Då omringades gården plötsligt av Harald gråfälls män, och när Gudröd med sitt folk gick ut för att se vad som var på färde blev de nedhuggna.
Namnet på Gudröd Björnssons hustru är inte känt, men hon sägs ha varit av god ätt och de hade sonen Harald som lämnades till uppfostran hos lendmannen Hroe den vite i Grenland (den sydöstligaste delen av Telemark fylke). Ynglingen blev därför kallad Harald den grenlandske. Hans son var Olof den helige.